# Diego Brandão
Diego Pereira Brandão (Fortaleza, 27 maggio 1987) è un lottatore di arti marziali miste brasiliano.
È noto per aver combattuto nella divisione dei pesi piuma per la promozione UFC.

## Carriera nelle arti marziali miste

### Ultimate Fighting Championship
Brandão affrontò la stella emergente Conor McGregor il 19 luglio 2014 all'evento UFC Fight Night 46, in sostituzione dell'infortunato Cole Miller. Il brasiliano fu sconfitto per KO tecnico al primo round.
Avrebbe dovuto combattere Jimy Hettes il 31 gennaio 2015 a UFC 183, ma la sfida fu cancellata per via di uno svenimento di Hettes poco prima del match. I due si sfidarono il 18 aprile a UFC on Fox 15, con Brandão che si aggiudicò la vittoria per ritiro dopo la prima ripresa.
Combatté il giapponese Katsunori Kikuno il 27 settembre a UFC Fight Night 75. Brandão si aggiudicò la vittoria per KO tecnico, dopo aver atterrato il nemico con una combinazione nei primi secondi del match. Il successo gli consentì tra l'altro di ottenere il suo primo riconoscimento Performance of the Night.
Il 2 gennaio 2016 sfidò Brian Ortega a UFC 195, venendo sconfitto tramite sottomissione alla terza ripresa.